# Jill Stein
Jill Ellen Stein (Chicago, 14 maggio 1950) è un medico, ambientalista e politica statunitense, leader del Partito Verde degli Stati Uniti.

## Biografia
Jill Stein è cresciuta a Highland Park, Illinois. I suoi genitori, discendenti dagli ebrei russi, sono stati una famiglia ebrea riformata. Stein ha frequentato la North Shore Congregation Israel di Chicago. Nel 1973, Stein si è laureata magna cum laude all'Università Harvard, dove ha studiato psicologia, sociologia e antropologia. Ha poi frequentato la Harvard Medical School e si è laureata nel 1979. Ha praticato medicina interna per 25 anni presso il Beth Israel Deaconess Medical Center, il Simmons College Health Center e l'Harvard Pilgrim Health Care, che si trovano tutti nell'area di Boston. Ha anche lavorato come istruttrice di medicina presso la Harvard Medical School.
Fu candidata per il Partito dei Verdi alle elezioni statunitensi del 2012 e due volte candidata alle elezioni come Governatore del Massachusetts, nel 2002 e nel 2010. Dal 2005 al 2011 è stata un membro dell'Assemblea cittadina di Lexington (Massachusetts) città dove vive attualmente. Nel 2012 e nel 2016 si è candidata alle elezioni presidenziali degli Stati Uniti d'America: nella prima corsa ottenne lo 0,36% dei voti, nella seconda l'1,05%.
Si candida nuovamente alle elezioni presidenziali del 2024: considerato il pericolo rappresentato dalle "politiche autoritarie e anti-democratiche" di Donald Trump e la sostanziale parità nei sondaggi tra repubblicani e democratici per la conquista della Casa Bianca, il 1° novembre 2024 i Verdi Europei chiedono formalmente a Jill Stein di ritirarsi dalla corsa e di dare il proprio sostegno alla Vicepresidente degli Stati Uniti d'America e candidata Kamala Harris. Ottiene lo 0,5% dei voti.

## Vita privata
È sposata con Richard Rohrer e ha due figli, Ben e Noah.